# Sukajadi Blambangan
Sukajadi Blambangan is een bestuurslaag in het regentschap Ogan Komering Ulu Selatan van de provincie Zuid-Sumatra, Indonesië. Sukajadi Blambangan telt 573 inwoners (volkstelling 2010).